# 皇家獎章

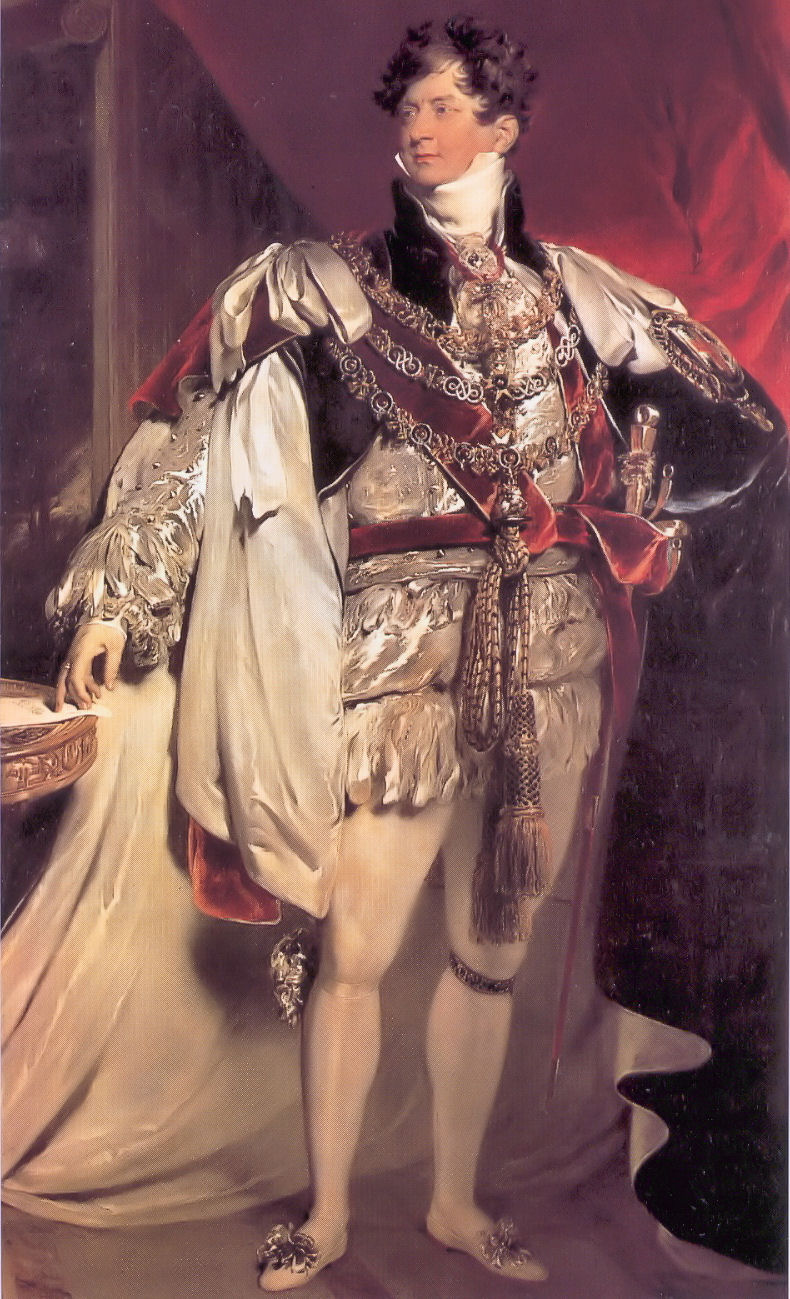
喬治四世在1826年設立皇家獎章。

皇家獎章（英語：Royal Medal），也被稱作国王奖章（英語：The King's Medal）或 女王獎章（英語：The Queen's Medal），取决于颁奖时在位君主的性别，是由皇家學會所頒發的鍍銀獎章。每年頒給大英國協裡兩位分別作出「最重要的自然知識貢獻」以及「對於應用科學的傑出貢獻」的人。
這個獎項由喬治四世於1826年所設立。最初，兩個獎章都頒給去年裡作出最重要的發現的人。某個時期延長到五年頒獎一次，而後又縮短到三年。這個制度由威廉四世與维多利亚女王所支持，並且在1837年他們將數學納入可以獲獎的學科。
1850年，這個制度再度被改變：

...每年的兩個皇家獎章應該頒給對於自然知識作出最重要貢獻的人。其工作必須最初發表於女王的領土，以頒獎日算起不超過十年也不短於一年。當然，在女王的批准之下。...皇家獎章應該要頒給自然知識的兩大學門。

1965年，整個制度被修改成現在的形式——經由皇家學會推薦，君主每年頒發三個獎章。由於有兩類的學科(物理與生物學科)，獲獎者由A、B兩個委員會選出。自1826年被設立起，該獎章已被頒發了405次。